# دوین ایبانکس
دوین ایبانکس (انگلیسی: Devin Ebanks؛ زادهٔ ۲۸ اکتبر ۱۹۸۹) بازیکن بسکتبال اهل ایالات متحده آمریکا است.
از باشگاه‌هایی که در آن بازی کرده‌است می‌توان به لس آنجلس لیکرز اشاره کرد.